# Pilcaniyeu (Río Negro)
Pilcaniyeu is een plaats in het Argentijnse bestuurlijke gebied Pilcaniyeu in de provincie Río Negro. De plaats telt 1.467 inwoners.